# Ira Remsen
Ira Remsen (10 de febrero de 1846-4 de marzo de 1927) fue un químico estadounidense que descubrió el edulcorante artificial sacarina y fue el segundo presidente de la Universidad de Johns Hopkins. Fue presidente de la American Chemical Society en 1902.
Fue galardonado en 1923 con la medalla Priestley, concedida por la American Chemical Society.
- Datos: Q49356
- Multimedia: Ira Remsen / Q49356